# Istituto Italiano di Preistoria e Protostoria

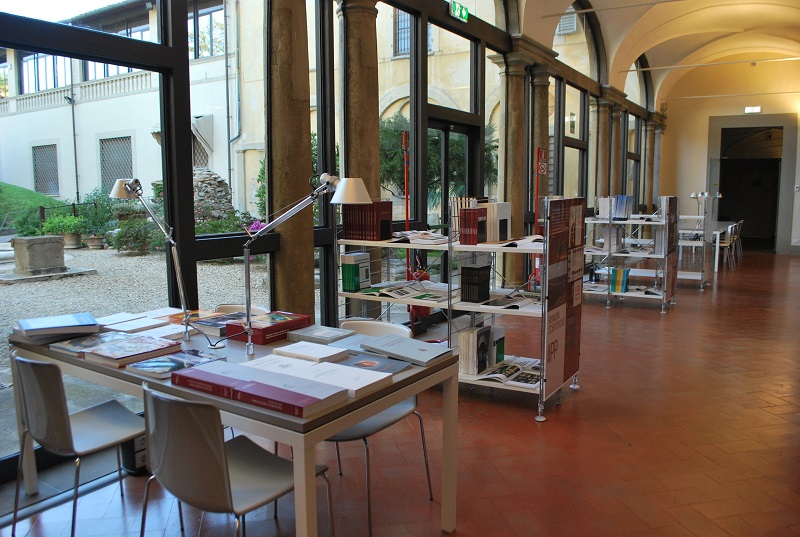
Bibliothek, Istituto Italiano di Preistoria e Protostoria (2016)

Das Istituto Italiano di Preistoria e Protostoria (IIPP) ist eine der „Vor-“ und „Protogeschichte“ gewidmete, italienische Institution mit Sitz in Florenz. Dabei ist zu berücksichtigen, dass in Italien die Grenze zwischen Preistoria und Protostoria manchmal bereits am Übergang von der Jungsteinzeit zur Frühbronzezeit gezogen wird, spätestens aber am Beginn der Eisenzeit; in Deutschland reicht die Ur- und Vorgeschichte hingegen bis zur römischen Besetzung, die Frühgeschichte gar bis in karolingische Zeit. Das heißt, das Institut befasst sich mit der italienischen Geschichte bis in die Zeit nach 2000 bzw. 1000 v. Chr.
Die Einrichtung wurde am 30. Oktober 1954 mit Sitz in einem ehemaligen Oblatenkonvent gegründet, das zwischen der Via Sant'Egidio und der Via dell'Oriuolo liegt. Gründer waren vor allem  Mario Bertolone, Giacomo Devoto, Silvio Ferri, Paolo Graziosi, Piero Leonardi, Carlo Maviglia, Massimo Pallottino, Ferrante Rittatore Vonwiller, Ezio Tongiorgi, Livio Trevisan, Francesco Zorzi. Seit 1956 finden jährlich Konferenzen statt. 2015 zog das Institut in die Via della Pergola, 65 bei der Soprintendenza Archeologia della Toscana.
Es bestehen zwei Publikationsreihen, nämlich Origines. Studi e materiali pubblicati a cura dell'IIPP und die Atti delle Riunioni Scientifiche. Hinzu kommt die Zeitschrift Rivista di scienze preistoriche, deren 73. Band im Jahr 2023 erschien.